# 月亮上的兔子
《月亮上的兔子》是一部由The ONE Enterprise發行，素帕莎娜·他那差、諾拉帕特·維拉潘及楠迪·宗拉維蒙領銜主演的都市愛情連續劇。此剧預計2025年4月7日於泰國One 31頻道首播。

## 劇情簡介
當你有愛的權利，有選擇的權利，「愛」往往是無法控制的，但不要讓任何人決定你的命運。

## 演員陣容
註：括號內的演員姓名為小名。

### 主要演員
- 素帕莎娜·他那差（Kao） 飾演 Phewpicha
- 諾拉帕特·維拉潘（Bright） 飾演 Jira
- 楠迪·宗拉維蒙（Bee） 飾演

### 其他演員
- 索芘娜帕·崇帕尼（Jeab） 飾演

## 制作
One 31於2023年11月28日的線上推介會「oneสนั่นจอ 2024」釋出先導預告，預計於2024年首播。